# Fanny Klefelt
Fanny Fredrika Charlotta Klefelt, född 2 februari 1994 i Kungsholms församling i Stockholm, är en svensk skådespelare. Hon är bland annat känd som en av huvudrollsinnehavarna i SVT:s Kristallen-nominerade TV-serie Portkod 1321 som visades i SVT Play och SVT1.
Klefelt har bland annat medverkat i kortfilmen Århundradets brott, långfilmen Tusen gånger starkare, SVT-serien Portkod 1321, långfilmen Tyskungen, TV-serien Inte värre än andra, TV-serien Sam tar över och kortfilmen Seaweed. Hon ledde eftersnackprogrammen till Grammisgalan 2014 med Happy Jankell och SVT Play-serien Vikingshill med Frans Strandberg.
Klefelt är uppvuxen i Stockholm.
Åren 2023 och 2024 var hon programledare för direktsända frågesporten Primetime.

## Filmografi
- 2010 – Tusen gånger starkare
- 2012 – Seaweed (kortfilm)
- 2012 – Århundradets brott (kortfilm)
- 2012 – Portkod 1321 (TV-serie) (Agnes Modin)
- 2012 – Sam tar över (TV-serie)
- 2013 – Ego
- 2013 – Tyskungen
- 2014 – Portkod 1525 (TV-serie) (Agnes Modin)
- 2015 – Samma som du (kortfilm)
- 2015 – Hoppet (kortfilm)
- 2015 – Alena (kortfilm 2015 och långfilm 2016)
- 2016 – Maria Wern – Min lycka är din (TV-serie)
- 2017 – Sommaren med släkten (TV-serie)
- 2017 – Syrror (TV-serie)
- 2019 – Leif & Billy (TV-serie)
- 2019 – Innan vi dör (TV-serie)
- 2020 – Sommaren med släkten (TV-serie)
- 2023 – Canceled
- 2024 – Midsommarnatt (TV-serie) (TV-serie)